# Clã Tokugawa
O clã Tokugawa, também grafado clã Tocugaua (em japonês: 徳川氏; transl. Tokugawa-shi), é uma família japonesa, que entre os anos de 1603 e 1868 governou o Japão, durante o período da história do país que ficou conhecido como Período Edo. Eles descenderam do imperador Seiwa (850-880) e antecederam o clã Minamoto (Seiwa Genji) pelo clã Nitta.

## Membros da família
- Tokugawa Ieyasu
- Tokugawa Hidetada
- Tsuruhime
- Tsukiyama
- Matsudaira Nobuyasu
- Yūki Hideyasu
- Matsudaira Ietada
- Matsudaira Tadaaki
- Matsudaira Tadanao
- Matsudaira Tadatsune
- Tokugawa Mitsukuni

## Vassalos

### Clãs
- Clã Abe de Mikawa
- Gosankyo
- Clã Baba
- Clã Honda
- Clã Ii
- Clã Ishikawa
- Clã Sakai